# Jakub Szymczak
Jakub Szymczak (ur. 10 czerwca 1978) – polski lekkoatleta specjalizujący się w skoku o tyczce, halowy mistrz Polski, reprezentant Polski.

## Życiorys
Był zawodnikiem AZS-AWF Gdańsk.
Na mistrzostwach Polski seniorów wywalczył dwa brązowe medale w skoku o tyczce: w 1998 i 1998. W tej samej konkurencji zdobył też halowym mistrzem Polski seniorów w 2001.
Był też mistrzem Polski juniorów młodszych (1995), halowym mistrzem Polski juniorów (1997) i wicemistrzem Polski juniorów na otwartym stadionie (także 1997), a także młodzieżowym mistrzem Polski (1999). Reprezentował Polskę na mistrzostwach Europy juniorów w 1997, zajmując w skoku o tyczce 5. miejsce, z wynikiem 4,90.
Jest synem trenera skoku o tyczce, Edwarda Szymczaka.
Rekord życiowy w skoku o tyczce: 5,20 (7.06.1998).